# Église de Kauhajärvi (Lapua)
Pour les articles homonymes, voir Église de Kauhajärvi.
L'église de Kauhajärvi (en finnois : Kauhajärven kirkko) est une église située dans le village de Kauhajärvi (fi) à Lapua en Finlande.

## Description
L'ancienne église de Kauhajärvi est détruite dans un incendie volontaire en 1981. 
Dans la cour le clocher construit en 1923 et conçu par Alvar Aalto est la seule partie qui subsiste après l'incendie.
Un concours d'architectes pour la construction d'une nouvelle église est remporté par le cabinet d'architecte Erkki Karvala - Matti Silvennoinen - Markku Koskinen.
La nouvelle église de Kauhajärvi est inaugurée en 1983. 
Elle peut accueillir 262 personnes assises.